# تفکیک قوا در ایالات متحده آمریکا

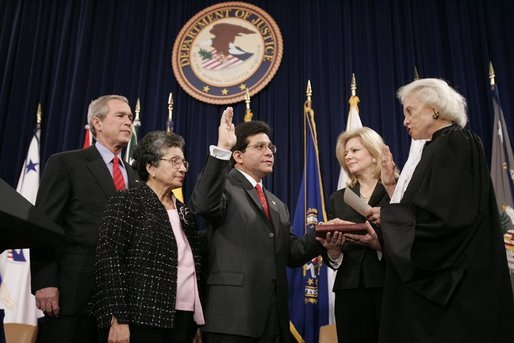
آلبرتو گونزالس در حال قسم خوردن به عنوان رئیس دیوان عالی آمریکا. این مقام توسط شخص رئیس جمهور انتصاب می‌گردد.

تفکیک قوا در سطح فدرال در ایالات متحده آمریکا (به انگلیسی: Separation of powers under the United States Constitution) یکی از ارکان و مشخصه‌های مهم ساختار سیاسی آمریکا است، به‌طوری‌که جیمز مدیسون در مورد لزوم حفظ و کنترل قوای دولتی در مقوله فدرالیست ۵۱ (Federalist 51) می‌نویسد:
در ساختن یک دولت بشری، مشکل این است که اول چگونه دولت بر کشور فرمان براند، و مشکل دیگر آن است که چگونه دولت بر خود فرمان براند.

## مقدمه
نظام سیاسی ایالات متحده آمریکا جمهوری فدرال است و در این کشور سیستم تفکیک قوا به شکل کاملاً بارزی به مرحله اجرا در آمده‌است. بنیان‌گذاران و نویسندگان اعلامیه استقلال ایالات متحده آمریکا و قانون اساسی ایالات متحده آمریکا به‌دلیل نگرانی از ظهور نظام سلطنتی اروپایی که در آن پادشاه قدرت مطلق را در دست داشت، نظام سیاسی جدید خود را به گونه‌ای طراحی کردند که در آن فرد یا نهادی نتواند قدرت مطلق بدست آورد.
قوه مقننه یا کنگره ایالات متحده آمریکا از دو مجلس تشکیل شده‌است ( مجلس نمایندگان ایالات متحده آمریکا و مجلس سنای ایالات متحده آمریکا ) که مسئولیت قانونگذاری را به‌طور کامل بر عهده دارد. در انتخاب نمایندگان آن، هیچ نهادی غیر از رأی مستقیم مردم نقش ندارد و نمی‌توان آن را منحل کرد.
رئیس جمهور ایالات متحده آمریکا نیز به عنوان رئیس قوه مجریه با رأی مستقیم مردم و از طریق آرای مجمع انتخاباتی انتخاب می‌شود و در برگزیدن مشاورانش به عنوان وزرا اختیارات کاملی دارد. در حقیقت رئیس جمهور نیازی به کسب رأی اعتماد از کنگره ندارد و کنگره نیز متقابلاً نمی‌تواند با رأی عدم اعتماد، هیأت دولت یا وزرا را برکنار کند.
قوه قضائیه که در دیوان عالی فدرال ایالات متحده آمریکا تبلور یافته‌است، کاملاً مستقل عمل می‌کند ونه قوه مجریه و نه قوه مقننه نمی‌توانند بر روند تصمیم‌گیری‌های آن تأثیر بگذارند. به عبارت دیگر، رئیس‌جمهور یا کنگره نمی‌توانند مصوبات قانونی دیوان عالی فدرال را باطل اعلام نمایند یا از اجرای آن‌ها سر باز زنند .

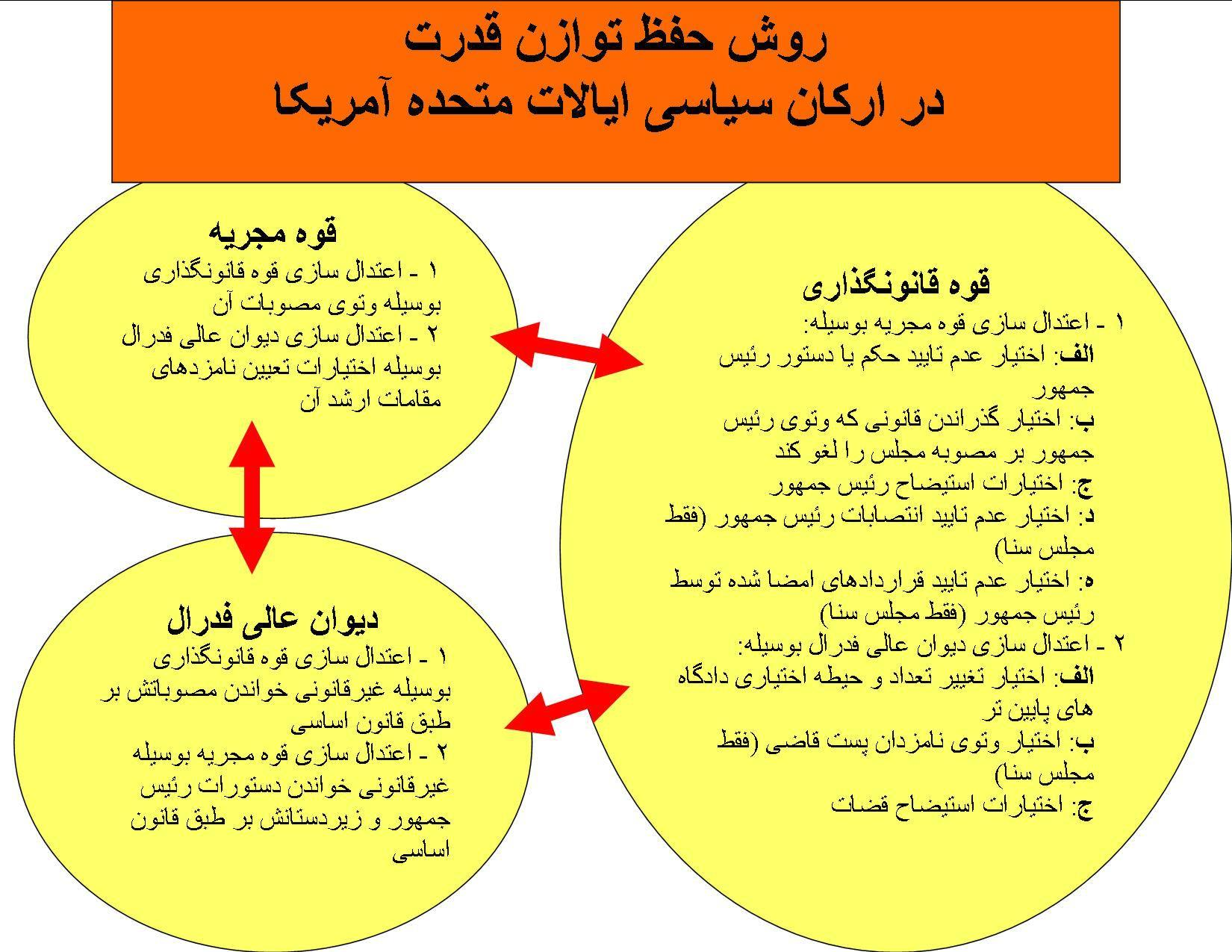
چگونگی برقراری و حفظ توازن قوا در ارکان سیاسی آمریکا

بر مبنای این اصل، اگر چه قدرت رئیس‌جمهور از رأی مردم مشروعیت می‌یابد و وی به کنگره جوابگو نیست، لیکن برای انتخاب وزرای خود به کسب رأی مثبت دو سوم سناتورها نیاز  دارد. به‌علاوه بودجه کشور باید به تصویب مجلس نمایندگان برسد و به همین دلیل رئیس‌جمهور همواره باید دیدگاه و مواضع نمایندگان ملت را مد نظر قرار دهد.
حق استیضاح رئیس‌جمهور ( روند استیضاح در ایالات متحده آمریکا ) نیز یکی دیگر از مواردی است که کنگره می‌تواند نظارت خود را بر رئیس‌جمهور اعمال کند. در صورت تخلف آشکار رئیس‌جمهور از قوانین، طرح استیضاح در مجلس نمایندگان مطرح می‌شود و اگر با رأی اکثریت نمایندگان به تصویب برسد، سنا با تشکیل دادگاهی رئیس‌جمهور را محاکمه خواهد کرد. پس از شنیدن دفاعیات رئیس‌جمهور، سناتورها تشکیل جلسه می‌دهند و نظر خود را در خصوص اتهامات وارده به رئیس‌جمهور اعلام می‌کنند. اگر وی نتواند رأی اکثریت سناتورها را جلب کند، محکوم شده، از سمت خود عزل می‌شود.

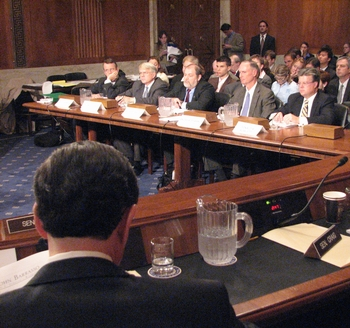

در مقابلِ نظارت کنگره بر رئیس‌جمهور، رئیس قوه مجریه نیز از حق وتوی مصوبات قوه مقننه ( وتوی مصوبات کنگره در ایالات متحده آمریکا ) برخوردار است و می‌تواند هر یک از مصوبات مجلس نمایندگان و سنا را رد نماید. این امر سبب می‌شود نمایندگان کنگره نتوانند بر خلاف مصالح عمومی جامعه تصمیم گیری نمایند و از این طریق از ظهور  «دیکتاتوری اکثریت» جلوگیری به عمل می‌آید.
اما در عین حال حق وتوی رئیس‌جمهور نامحدود نیست و کنگره می‌تواند با کسب دو سوم مجموع نمایندگان مجلس نمایندگان و سنا وتوی رئیس‌جمهور را باطل نمایند. بدین ترتیب راه برای کار شکنی رئیس‌جمهور بسته خواهد شد. هر چند که کنگره به‌دلیل ساختار دو حزبی خود و حضور اقلیت پرقدرت قادر نیست همواره برای ابطال وتوهای رئیس‌جمهور، رأی دو سوم مجموع نمایندگان را کسب نماید و همین امر مانع عمده‌ای بر سر ابطال وتوها ایجاد می‌کند که خود نوعی توازن را میان قوه مجریه و قوه مقننه به وجود می‌آورد.
در راس سوم مثلث قوا در ایالات متحده آمریکا، قوه قضائیه یا دیوان عالی فدرال ایالات متحده آمریکا قرار دارد که از یک سو اعضای آن توسط قوه مجریه و قوه مقننه انتخاب می‌شوند و از سوی دیگر نظارت خود را بر دو قوه اعمال می‌کند. انتخاب اعضای ۹ نفره دیوان عالی فدرال با معرفی رئیس‌جمهور و با تصویب دو سوم سناتورها صورت می‌گیرد که به صورت مادام العمر به فعالیت می‌پردازند. این امر سبب می‌شود که اعضاء دیوان عالی بدون نگرانی از برکناری توسط رئیس‌جمهور یا کنگره به وظایف قانونی خود بپردازند. بر اساس قانون اساسی، اعضای دیوان عالی فدرال، تنها از طریق اعلام جرم علیه آنان و محکومیت از سمت خود بر کنار می‌شوند.
روابط دیوان عالی فدرال و رئیس‌جمهور به این گونه تعریف شده‌است که از یکسو رئیس‌جمهور، اعضای آن را برای تائید به کنگره معرفی می‌کند و از سوی دیگر دیوان عالی فدرال می‌تواند علیه رئیس‌جمهور اعلام جرم نماید. در چنین صورتی مراحل قانونی استیضاح رئیس‌جمهور در کنگره به جریان می‌افتد.
دیوان عالی فدرال و کنگره نیز دارای روابط متقابل هستند، به این شکل که کنگره افراد معرفی شده توسط رئیس‌جمهور برای عضویت در دیوان عالی فدرال را تائید می‌کند و در مقابل این نهاد می‌تواند مصوبات کنگره را به‌دلیل مغایرت با قانون اساسی ابطال نماید. رأی دیوان عالی فدرال به عنوان ضامن اجرای صحیح قانون اساسی برای کنگره و رئیس‌جمهور الزام‌آور است و کنگره نمی‌تواند آن‌گونه که در مقابل وتوهای رئیس‌جمهور عمل می‌کند، تصمیمات قانونی دیوان عالی را نقص کند.